# Manuel Armando Márquez González
Manuel Armando Márquez González  (Ciudad de México, 2 de julio de 1958) es un dirigente sindical ferrocarrilero, escritor, reportero, locutor profesional y museógrafo. Actualmente es Secretario Nacional Tesorero del Sindicato de Trabajadores Ferrocarrileros de la República Mexicana, es uno de los fundadores y el actual director del Museo Ferrocarrilero Víctor Flores 
 y es Secretario General de la Fundación "Isidro Fabela Alfaro, A.C."

## Biografía
Nació el 2 de julio de 1958 en la Ciudad de México, en la colonia Guerrero, donde realizó sus estudios básicos; luego se especializó en el trabajo ferrocarrilero, inició en Ferrocarriles Nacionales de México desde 1974, en la agencia Express Pantaco, después laboró en el edificio administrativo. A nivel sindical se desarrolló como Secretario General de la Sección 17, Representante Nacional por Oficinistas del Express, Secretario Nacional por Oficinas, Presidente del Comité Nacional de Vigilancia y Fiscalización y Secretario Tesorero Nacional del STFRM desde 1995 a la fecha.
Por otra parte, fue Presidente del Consejo de Administración de la Sociedad Mutualista de Seguros sobre la Vida "Previsión Obrera" (1989-2004). También ha sido miembro del Consejo de Administración de Ferrocarriles Nacionales de México y Presidente del Comité Directivo Nacional de "Democracia Sindical" (1994 a la fecha).
Egresó como reportero del Centro Universitario del Conocimiento (n.º PC00039) del Gobierno del Estado de Guanajuato (4 de junio de 2001), también es locutor profesional "B" acreditado por la Secretaría de Educación Pública (México) (6 de diciembre de 2001).
Fue productor y conductor del programa La Locomotora, que se transmitía en Radio Capital (830 AM) durante el 2010.

## Museo Ferrocarrilero Víctor Flores
Bajo su diseño y planeación en febrero de 1999 fundó, junto con varios trabajadores ferrocarrileros, el Museo Ferrocarrilero "Víctor Flores Morales" con el objetivo de encontrar los principales acontecimientos ferrocarrileros que han marcado la vida de los habitantes de la Ciudad de México.
Este museo cuenta con más de 3,500 piezas que originalmente fueron parte de la industria del ferrocarril, y está dedicado a los trabajadores del ramo que dejaron su vida, su esfuerzo y su trabajo en esta noble labor. Cuenta con módulos que ejemplifican las ramas de trabajo:
- alambres
- oficinas
- trenes
- vías
- talleres
- coches dormitorio

También cuenta con una zona dedicada a la Revolución mexicana y al gran mérito que tuvieron los rieleros en ese entonces, ya que los trenes nunca dejaron de funcionar durante el conflicto.
Este museo ha montado varias exposiciones:
- alcázar del Castillo de Chapultepec
- Estación Buenavista
- vestíbulo del Partido Revolucionario Institucional
- sala principal de la Cámara de Diputados de México
- Forum Buenavista

También se cuentan anécdotas y cosas curiosas que determinan las historia del riel.
El museo se encuentra en la calzada Ricardo Flores Magón 206, colonia Guerrero, delegación Cuauhtémoc. La entrada es gratuita.

### Sucursal Veracruz
Este museo tiene una sucursal en la ciudad de Veracruz, en lo que fueron la Casa Redonda y los talleres del ferrocarril en esa ciudad. Se encuentra montada una exposición que ejemplifica la labor de los rieleros, y sus actividades deportivas. Fue inaugurado el 7 de noviembre de 2009.
Sus salas contienen más de 2,500 piezas y un patio muestra de ferrocarril.
Se encuentra en la calle Allende esquina Emparán, colonia Centro. La entrada también es gratuita.

## Obra literaria
- El libro Compendio histórico de las luchas ferrocarrileras (ISBN 970-91597-04), editado en septiembre de 1995,  recopila datos e información ferroviaria en México que abarca desde antes de que se colocara el primer riel o antes de que colocara el primer durmiente hasta 1995.

- La grandeza de un líder (ISBN 970-91597-07), editado en febrero del 2008, establece la labor y el trabajo sindical del diputado Víctor Flores Morales, desde el inicio de su carrera como Secretario Nacional del STFRM de 1995 hasta año 2007 (Registro Público de Derechos de Autor  03-2011-062712041200-01).

- Métodos para enfrentar el cambio y ser felices (ISBN 970-91597-06), editado en noviembre de 2008, plantea 100 preguntas que todo ferrocarrilero debe saber, con sus respectivas respuestas, además de los antecedentes del Sindicato Ferrocarrilero en 25 preguntas y respuestas. Este libro culmina la trilogía de escritos dedicados a los trabajadores y las empresas del riel (Registro Público de Derechos de Autor  03-2011-062712003900-01).

- La textura del amor (ISBN 970-91597-05), editado en abril del 2004, es un compendio de cuentos cortos, relatos sorpresivos y de fácil lectura; además de poemas y de un escrito en prosa llamado como el título, en el que se refieren historias de amor, pasión y ternura. Es un libelo para volar con la imaginación y adentrarse en el surrealismo (Registro Público de Derechos de Autor 03-2011-062712023500-14).

- Museo del chile y el tequila (Registro Público de Derechos de Autor  03-2011-062313055900-01),

editado en diciembre de 2006, es un libro que refleja las tradiciones de México desde el punto de vista del paladar, del sabor y de los aromas. Todo lo que hace la vida agradable y se convierte en un placer se debe comer. Cuando se observa su color, se percibe su aroma o se prueba su sabor, se entiende el carácter emblemático que tienen el chile y el tequila para que los mexicanos se sientan orgullosos. Recetas de cocina y tragos con dichos productos.